# Virgen de la Rochela
La Virgen de la Rochela es una imagen de estilo gótico tardío de origen francés que se localiza en la iglesia de San Andrés de la villa de Cuéllar (Segovia), aunque procede del convento de San Basilio Magno de la misma villa, donde poseía una capilla devocional.
Se trata de una imagen de bulto, realizada en madera con gran mérito artístico. Su cabello rubio y sus ojos azules la convierten en única en la zona, y conserva la policromía original.

## Historia
Procede de la ciudad de La Rochelle (Francia), de donde toma su nombre, y llegó a Cuéllar a manos de uno de sus habitantes. Sobre su llegada, al igual que el resto de las devociones marianas, existe una leyenda: 

Esta Santísima Imagen fue por los hereges mandado echar al fuego (y tiene sus señales de el incendio) con otras sagradas Efigies; y poniéndola en precio un malvado herege, se halló a la sazón presente un Cathólico piadoso, este dixo al Herege que las iva a arrojar al fuego, que no la echase en las llamas que él daría quanto pidiesse por ella, y sin hacer casso desta oferta la arojó en el fuego; el Cathólico procuro sacarla de esse peligro; el Herege ayrado, mostró gran sentimiento delante de los de su secta; el Christiano segunda vez le dixo, daría lo que fuesse de su gusto por rescatarla de aquel riesgo; pactaron que como diesse de plata lo que la Imagen pesaba, no la echaria segunda vez en el fuego. El Cathólico concedió lo que el Herege pedía; pessaron la Imagen Santísima de la Rochela, y lo que pesó fueron tres ongas de plata; este fue el primer milagro de esta Señora, pues siendo de talla, y pessando mucho se reduxo a tan corto número su rescate.
Esta Santíssima Imagen, fue después presentada por este piadoso Christiano a los señores Duques de Alburquerque, y viendo en ella tesoros de tanto precio, echaron suertes, a qual de los conventos de Cuéllar se daría; y aviéndola sorteado tres veces, por todas salió el Monasterio de San Basilio de Cuéllar, y viendo estos señores, ser voluntad de Dios que se viniesse a esta Santa Casa, para que en ella se le diesse el culto, y reverencia devida, la remitieron a este Convento. Aquí con gran jubilo, y devoción fue recibida de la Villa de Cuéllar, y su tierra; y obrando muchos milagros, dando vista ciegos, sanando muchas dolencias, y enfermedades, como se ve en los testimonios auténticos que paran, en el Archivo de esta Santa Casa.
Baca de Haro, Gregorio (1697): Historia de la milagrosa Imagen de Nuestra Señora del Henar.

En la iglesia conventual de San Basilio permaneció la imagen un trono a modo de altar, en la capilla mayor y al lado del Evangelio. Los fieles comenzaron a crear sobre ella una serie de milagros y era sacada en rogativa; las donaciones fueron constantes, almacenando un importante conjunto de alhajas y ornamentos, entre los que destacaba una peana de plata que fue robada por los franceses durante la Guerra de la Independencia Española o dos coronas y un cetro del mismo metal que fueron robadas a finales del siglo XIX. El convento es exclaustrado a finales del siglo XVIII y la imagen fue trasladada a la iglesia de San Miguel, donde recibió devoción hasta el año 1814, que fue trasladada a su actual emplazamiento.